# 英単語検定
英単語検定（えいたんごけんてい）は、財団法人日本英会話協会が主催する英単語能力のみを測る資格検定試験である。一般に単検と呼ばれる。
- 「英語の総合的な検定を受けたのは良いが、自分の語彙力が知りたい」
- 「受験で英単語を勉強しているけれど、モチベーションが上がらない」

こうした声に着目し、2009年から日本英会話協会によって創られた全国統一の新しいタイプの検定。
学校で学ぶ単語をベースとした試験内容なので、現在、年間のカリキュラムに組む中学・高校・学習塾が増えている。

## 級
各級のレベルは下記に記載する。
- 1級：ネイティブレベル（約12,000語）
- 準1級：大卒・社会人レベル（約7,300語）
- 2級：高校卒業レベル（約2,600語）
- 準2級：高校低学年レベル（約2,200語）
- 3級：中学卒業レベル（約1,200語）
- 4級：中学高学年レベル（約800語）
- 5級：中学低学年レベル（約400語）